# 函館フットボールパーク
函館フットボールパーク（はこだてフットボールパーク）は、北海道函館市にある球技場。

## 概要
2015年（平成27年）、函館市が北海道函館北高等学校跡地に新設した多目的グラウンドで、近接する既存の日吉サッカー場・日吉市民庭球場とあわせて名称を「函館フットボールパーク」としている。施設整備にあたっては、日本スポーツ振興センターが「スポーツ振興くじ助成金」から6,800万円を支援している。
人工芝多目的グラウンド2面は日本サッカー協会（JFA）「ロングパイル人工芝ピッチ」の公認を取得した。

## 施設

### 新設
使用期間：3月1日から12月28日
人工芝多目的グラウンド2面（サッカー・ラグビー兼用。サッカー68m×105m、ラグビー68m×120m）※1面に夜間照明設備有り
フットサルコート3面（18m×30m）※夜間照明設備有り
ランニングコース（1周約800m）
第2クラブハウス（多目的室、ロッカールーム、シャワー室）

### 既存
使用期間：4月1日から11月30日（天然芝グラウンドは5月1日から10月31日）
天然芝サッカーグラウンド1面（68m×105m）
クレーサッカーグラウンド1面（68m×105m）※2015年冬より周辺道路工事に伴い使用不可
クレーテニスコート5面　※2017年夏より周辺道路工事に伴い使用不可
第1クラブハウス（多目的室、シャワー室）

## 参考資料
- “函館フットボールパーク条例”. 函館市例規集.   函館市 (2014年). 2015年7月3日閲覧。
- “函館フットボールパーク条例施行規則”. 函館市例規集.   函館市 (2014年). 2015年7月3日閲覧。
- “リーフレット表” (PDF).   函館市教育委員会生涯学習部スポーツ振興課 (2015年). 2015年7月3日閲覧。
- “リーフレット中” (PDF).   函館市教育委員会生涯学習部スポーツ振興課 (2015年). 2015年7月3日閲覧。